# ファンドネット証券
ファンドネット証券（英文名称はFundNet Securities Co., Ltd.）は、日経225先物取引などデリバティブ（金融派生商品）に特化した個人投資家向けオンライン証券会社。
ファンドネットの取引端末、FNトレードは世界中のプロディーラーも愛用している発注システムを個人投資家向けに改良したものである。
また、業界では初めてアジア植林友好協会（NPO　Asian Green Forest Network）の
「生命の森づくり」　に参加。その他の社会貢献活動にも積極的な取組みをみせている。
代表取締役社長は阿保茂。

## サービス
現在の取扱商品は、日経225先物取引と日経225オプション取引、日経225mini。
また今後は日本初となる、ドイツの電子デリバティブ市場【ＥＵＲＥＸ（ユーレックス）】 
商品も取り扱い予定。
ファンドネット証券は、主要な都市で随時、個人投資家向けにセミナーを行っている。
参加者には手数料割引等の特典がある。セミナー参加者でなくても常時、チケット制による
手数料割引や、その他の口座開設によるポイントキャンペーンやマイル交換なども行っている。
専用ツールであるFNトレードは使い方を覚えればとても使いやすい。当初のサポートの案内では、起動の都度毎回初期設定をしなければならないとしていたが、実際には設定ファイルを保存しておけば、ユーザーの設定内容を保存できるので、FNトレードは大きなセールスポイントであると言える。
建玉の枚数の制限は他の証券会社より緩いが、ワンクリック注文時の枚数は毎回初期設定を変更する必要があるなど細やかな点ではビジネスユース向け、悪く言えば個人投資家向けとは言いがたい点もあるといえる。
SPAN証拠金が100％（他の証券会社は120％）とメリットもあるが、手数料は競合他社より少し割高である。
顧客の多くはこの会社が採用しているトレードツールに高い評価と関心を示している。サーバー運用が脆弱でアフターフォローがぞんざいなので、仕方なくサブ口座として使う客が増えている。会社側もそのことを把握しているようで、2006年9月に
ファイアーウォールの設定変更及びルータ機器の交換をおこなった。その後はサーバーが安定している。メールサポートも強化している。

2007年からはネット広告宣伝費を削減し新規顧客獲得経費を抑えている。
2008年には、自己資本規制比率低下により自主休業した後、2009年1月10日に自主廃業をした。

自主廃業に関するご案内

## 会社概要
- 登録番号 　 関東財務局長（金商）第151号
- 設立 　 　　2004年5月31日
- 本社 　　　 東京都中央区日本橋小網町11－10　岩尾大和ビル5Ｆ
- 資本金 　　 2億2700万円
- 社員数　　　25名
- 株主構成 　 株式会社　ファンドネットワーク（100％）社員数2名